# Franz Rekowski
Franz Rekowski (* 26. Januar 1891 in Dziengel, Kreis Schlochau; † 30. März 1945 in Coswig (Anhalt)) war ein deutscher Widerstandskämpfer gegen den Nationalsozialismus.

## Leben

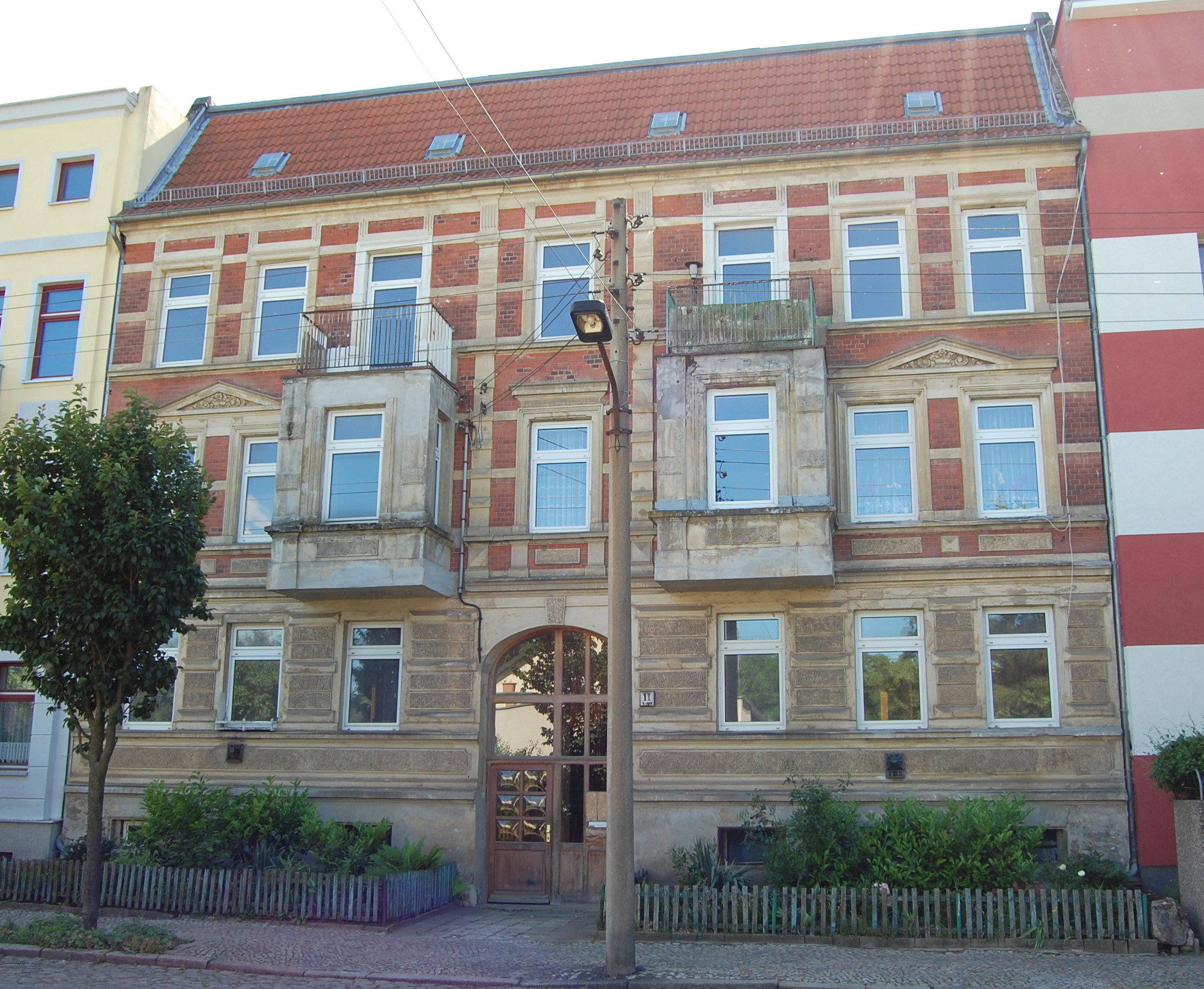
Wohnhaus Faberstraße 11 im Jahr 2010

Während des Ersten Weltkriegs geriet Rekowski in französische Kriegsgefangenschaft. Nach seiner Rückkehr arbeitete er bis 1926 beim Bauern Eilendorf in Sohlen einem Dorf südlich von Magdeburg. Er verlor seine Arbeitsstelle als bekannt wurde, dass er als Kassierer im Landarbeiterverband engagiert war. Es schloss sich eine Arbeit im Magdeburger Chemiewerk Fahlberg-List an. Auch diese Stelle soll er 1928, obwohl parteilos, wegen politischer Aktivitäten verloren haben. Er fand dann eine Arbeit im Wasserwerk Buckau, bis er 1930 im Zuge der Weltwirtschaftskrise arbeitslos wurde. 1935 fand er Arbeit in der Hobelei der Maschinenfabrik Buckau R. Wolf in Magdeburg. Zumindest Ende der 1930er Jahre lebte er in der Faberstraße 11 im Magdeburger Stadtteil Fermersleben.
Rekowski engagierte sich gegen die nationalsozialistische Gewaltherrschaft und schloss sich der Widerstandsgruppe Schumann an. Besonders setzte er sich für sowjetische und französische Kriegsgefangene ein, denen er Essen beschaffte. Darüber hinaus verbreitete er im Werk Informationen, die er beim illegalen Abhören ausländischer Sender erhalten hatte. Ein besonderes Vertrauensverhältnis verband ihn mit dem Franzosen André Minet. 
Rekowski wurde verhaftet, da er Kriegsgefangenen Tomaten gegeben hatte. Er wurde am 28. Januar 1944 zu fünf Jahren Zuchthaus und zu fünf Jahren Ehrverlust verurteilt. Er verstarb am 30. März 1945 während der Haft im Zuchthaus Coswig.

## Ehrung
Am Mahnmal für die Magdeburger Widerstandskämpfer ist auch sein Name vermerkt.